# Proacidalia
Proacidalia är ett släkte av fjärilar. Proacidalia ingår i familjen praktfjärilar.

## Dottertaxa tillProacidalia, i alfabetisk ordning[1]
- Proacidalia albomaculata
- Proacidalia arvernensis
- Proacidalia ashretha
- Proacidalia aurea
- Proacidalia bessa
- Proacidalia borealis
- Proacidalia boreas
- Proacidalia cadmeis
- Proacidalia charlotta
- Proacidalia chishimensis
- Proacidalia clara
- Proacidalia clarina
- Proacidalia clavimacula
- Proacidalia clorinda
- Proacidalia duplicata
- Proacidalia emilia
- Proacidalia emilocuples
- Proacidalia eridioides
- Proacidalia excelsior
- Proacidalia fortunata
- Proacidalia fusca
- Proacidalia fuscans
- Proacidalia gigasvitatha
- Proacidalia graeseri
- Proacidalia gutta
- Proacidalia hindenburgi
- Proacidalia hortensia
- Proacidalia infraochracea
- Proacidalia isshikii
- Proacidalia jurassina
- Proacidalia kansuensis
- Proacidalia linnaei
- Proacidalia locupletata
- Proacidalia lyauteyi
- Proacidalia manis
- Proacidalia matsumurai
- Proacidalia methana
- Proacidalia mirabilis
- Proacidalia mitchelli
- Proacidalia molybdina
- Proacidalia montesignum
- Proacidalia myonia
- Proacidalia ocellata
- Proacidalia otaniana
- Proacidalia ottomana
- Proacidalia ovalis
- Proacidalia pallida
- Proacidalia pluriradiata
- Proacidalia plutus
- Proacidalia purpura
- Proacidalia robnora
- Proacidalia rubescens
- Proacidalia rubidior
- Proacidalia sachalinensis
- Proacidalia scotica
- Proacidalia semilocuples
- Proacidalia shanae
- Proacidalia sinenigra
- Proacidalia smrzi
- Proacidalia subvitatha
- Proacidalia suffusa
- Proacidalia taldena
- Proacidalia transversa
- Proacidalia valesinoides
- Proacidalia wilemana
- Proacidalia wimani
- Proacidalia viridiatra
- Proacidalia vitatha
- Proacidalia yopala